# 汪曼玲
汪曼玲（英語：Wong Man Ling；1951年12月24日—），香港資深女性傳媒工作者、娛樂記者兼任節目主持，現任電影及演唱會製作及發行商湯臣國際娛樂有限公司總監，自1970年代入行成為娛樂記者以來，曾訪問不少香港及兩岸藝人，在演藝界傳媒圈中具有崇高地位，有譽「娛樂圈文壇第一筆」。2011年至2016年，曾任香港有線電視訪談節目《星級會客室》主持。

## 生平履歷
汪曼玲生於香港，早年就讀于東華三院關啟明小學（1965年畢業），有一名胞妹，1970年代入行成為專責演藝界娛樂新聞的記者，自此一直從事有關香港娛樂文化的報導工作，曾與遍及香港及兩岸不同年代歌、影、視、播等各領域的著名藝人進行專訪，交遊廣闊，如香港粵劇名伶白雪仙、香港粵語片演員呂奇、臺灣演員林青霞、香港演員張國榮、中國大陸演員趙薇等。
2005年起，汪曼玲為明報周刊《曼鏡頭》專欄撰寫訪問特稿，直至2020年6月第2691期，因2019冠状病毒病疫情導致周刊廣告收入大幅減少，遂為節省成本而結束專欄。該專欄最後一篇訪問稿之對象藝人為譚炳文及其女兒譚淑瑩。
2006年4月11日，汪曼玲曾參與由香港樹仁學院（今香港樹仁大學）新聞與傳播學系舉辦的「名人講座」，講題為「娛樂新聞與香港人關係密切？」，並邀請影星馮寶寶作客席嘉賓。在講座中，汪曼玲慨嘆當今娛樂記者質素較以往為低，報導時往往譁眾取寵、用字粗鄙，並認為娛樂記者應當嚴守職業道德及操守，尊重自己、受訪者及讀者。
2011年至2016年，汪曼玲任有線電視訪談節目《星級會客室》主持，專訪香港及兩岸各界藝人，節目先後於有線電視娛樂新聞台及娛樂台首播。2017年起，節目於香港開電視（2018年10月27日前稱奇妙電視中文台）頻道重播，並提供網上重溫。
2016年，汪曼玲患上乳癌，7月1日於養和醫院接受乳癌局部切除手術，現已康復。
汪曼玲現職湯臣國際娛樂有限公司總監，該公司主要從事電影及演唱會之製作及發行，前身為由徐枫於1984年7月分別於臺灣及香港創立的湯臣電影事業有限公司及湯臣（香港）電影有限公司。

## 外部連結
- 汪曼玲Facebook專頁《快拍.曼鏡頭》
- 汪曼玲新浪微博 （页面存档备份，存于）